# Ромањано (Верона)
Ромањано је насеље у Италији у округу Верона, региону Венето.
Према процени из 2011. у насељу је живело 468 становника. Насеље се налази на надморској висини од 372 м.